# جاك عتالي
جاك عتالي (بالفرنسية: Jacques Attali)‏ منظر فرنسي وكاتب اقتصادي واجتماعي فرنسي، ولد في 1 نوفمبر 1943، عمل مستشاراً للرئيس فرانسوا ميتران من 1981 حتى 1991 وكان أول من ترأس البنك الاوروپي لاعادة البناء والتنمية في 1991-1993. وفي 1997، بطلب من وزير التعليم كلود أليگر، اقترح اصلاحاً لنظام درجات التعليم العالي. وفي 2008-2010، قاد لجنة حكومية لبحث كيفية إشعال نمو الاقتصاد الفرنسي، في عهد الرئيس نيكولا ساركوزي.
شارك عتالي في تأسيس البرنامج الأوروپي يوريكا EUREKA، المخصص لتنمية التكنولوجيات الجديدة. كما أسس المنظمة غير الربحية PlaNet Finance ويرأس Attali & Associates (A&A)، شركة الاستشارات الدولية في الإستراتيجية والتمويل ورأس المال الشركاتي. ويهتم عتالي بالفنون وقد رُشـِّح لمجلس إدارة متحف أورسي. وقد نشر أكثر خمسين كتاباً، منهم ضوضاء: الاقتصاد السياسي للموسيقى (1985), Labyrinth in Culture and Society: Pathways to Wisdom (1999), وتاريخ مختصر للمستقبل (2006). 

## النشأة
وُلِد جاك عتالي في 1 نوفمبر 1943 في مدينة الجزائر، مع شقيقه التوأم برنار عتالي، في عائلة يهودية. والده، سيمون عتالي، الذي علّم نفسه، حقق نجاحاً في بيع العطور (محل "Bib et Bab") في مدينة الجزائر. وقد تزوج فرناند أبي قسيس في 27 يناير 1943. وفي 11 فبراير 1954، أنجبت أمه شقيقته، فابيان. وفي 1956، بعد عامين من بدء حرب الاستقلال الجزائرية (1954–1962)، قرر أبوه الانتقال إلى باريس، مع عائلته (جاك كان في الثالثة عشر آنئذ).

## توقعاته في يوليو 2016
مع تزايد الضربات الإرهابية بفرنسا ودول أوروبية وآسيوية وغيرها بالقارة الأمريكية والأفريقية وصولا للعالم العربي نلمح ان تنبؤات رجل السياسة والاقتصاد الفرنسى جاك عتالي تتحقق يوما تلو الآخر. ويؤكد عتالي، مستشار الرئيس الأسبق فرانسوا ميتران، ان ما يشهده العالم مُعد مسبقا وبدقة لتغيير ملامح وحدود العالم التي رسمت منذ قرن من الزمان ويذهب لأبعد من ذلك بترجيح فرضية اندلاع حرب عالميّة ثالثة!
ويتوقع عتالي خروج الشعب الفرنسى في مايو 2017 بثورة قد تكون عارمة ان لم يتم تغيير شامل في النظام الفرنسى، هذا التغيير من شأنه تحقيق ديمقراطية يرتضى بها الشعب خاصة ان الحقبة الرئاسية الراهنة للاشتراكيين بقيادة فرانسوا اولاند اوشكت على الانتهاء دون تحقيق أغلب الوعود الانتخابية وأهمها تحسين مستوى معيشة الفرد والقضاء على البطالة.
وأشار إلى أن الفرنسيين سئموا اقتصار تولى السلطة ولأعوام طويلة على اليسار الاشتراكيين أواليمين الجمهورى للديجوليين دون تحسن ملموس لأحوالهم بل تزداد الأوضاع الاقتصادية والاجتماعية تدهورا. ويتوقع جاك عتالي استفحال ظاهرة سفر الشباب الفرنسى إلى سوريا للانضمام للتنظيمات الارهابية كرد فعل على المشاكل الداخلية والتعامل غير الفعال مع الإرهاب.
ويحذر من ان ثمة هجمات إرهابية أخرى ينتظرها العالم قد تفوق الخيال وهي متوقعة في جميع البلدان بدون استثناء. كما حذر من تفاقم الصراع الدائر في سوريا والعراق وليبيا واليمن وأوكرانيا. ومن بين توقعات عتالي اندلاع اشتباكات أخرى يكون مسرحها بحر الصين والهند وإفريقيا، يمكنها أن تنزلق إلى حرب عالمية ثالثة قد تكون دينية أو علمانية، أو ذات صلة بمصادر الطاقة. وأشار إلى أن الصراعات والحروب بأنواعها ما هي إلا أقنعة لتغطية التنافس العنيف حول المصالح الاقتصادية الحيوية للدول العظمى وتظل في مجملها حروبا بالوكالة.
وفي حوار له مع قناة البرلمان بالتليفزيون الفرنسي، حذر عتالي من أن الحروب الطاحنة في العراق وسوريا واليمن وليبيا وأوكرانيا لن تجد انفراجا بل ستتأزم أكثر نظرا إلى عولمة الصراعات الإقليمية فيها وانخراط القوى العظمى في الحرب بقصف عشوائي بعيدا عن المظلة الدولية ودون اللجوء لمنظمة الأمم المتحدة وتجاهلها للبعد الإنسانى.
وفيما يخص عالمنا العربي لم يخف الخبير الفرنسى توقعاته بتصدع دول عربية وإفريقية وتجزئتها إلى دويلات طائفية أو قبلية بواسطة سيناريوهات وآليات مختلفة الا انها ذات هدف واحد وهو إعادة رسم الحدود على أسس جديدة تتنافى مع نظيرتها التي رسمت منذ قرن في معاهدة سايكس بيكو. ويذكر ان المفكر الفرنسى سبق له القول إن عام 2016 سيشهد أكبر أزمة مالية نقدية اقتصادية عالمية تتجاوز تداعياتها أزمة 2008، لأن أزمة 2008 نتجت عن انهيار قدرة الأسر الأمريكية على تسديد أقساط قروضها وإفلاس بعض المصارف.
أما كارثة 2016 فستكون أعمق وأشمل لأنها تنطلق من إفلاس مؤسسات قوية مثلما وقع أخيرا بإفلاس صندوق الشارع الثالث بنيويورك بسبب انعدام التوازن فيما يسمى « منظومة بنوك الظل».وهذه العوامل ستعمل على الإسراع بحدوث كارثة انهيار حقيقى للنظام النقدى العالمى واتساع رقعة المضاربات التي بدأت بتخفيض مبرمج لأسعار برميل النفط بقصد الضغط على الدول المنتجة وإجبارها على اتباع سياسات تحددها القوى العظمى في رسم ملامح نظام عالمى جديد يخدم وبصفة خاصة القوتين العظميين الأمريكية والروسية دون المساس بمصالح الصين. وعن الاتحاد الاوروبى يرى عتالي ان إجراء استفتاء شعبي حول خروج فرنسا من الاتحاد الاوروبى على غرار ما تم في بريطانيا غير ذى جدوى لان فرنسا لديها نظام برلمانى يعبر عن رأى الأغلبية من الشعب وان مثل هذا الاستفتاء سيتسبب في مشكلة ضخمة للبلاد. ويؤكد عتالي أن وجود فرنسا بداخل الكيان الاوروبى أمر مهم وضرورى وله امتيازات لمصلحة البلاد. وسبق للمسئول ان نوه عن التفكك المستمر للاتحاد الأوروبى وابتعاد بريطانيا عن الاتحاد والاختلافات الجوهرية بين الأعضاء المؤسسين حول إدارة ملف اللاجئين وقوانين التصدى للإرهاب. وكان جاك عتالي قد المح إلى إمكانية ترشحه لخوض الانتخابات الرئاسية المقبلة قائلا انه سيعلن عنها في ديسمبر 2016.
والخلاصة ان تقارير وتوقعات عتالي تزيد حالة القلق لدى قطاع كبير من الخبراء المتفهمين لما ستؤول اليه الأوضاع وان كانت كل المعطيات المطروحة تشير إلى أن العالم وفرنسا في طور مخاض عسير لسياسات جديدة تأتى على أنقاض السياسات المعمول بها حاليا. وقد ولد جاك عتالي في عام 1943 وهو خبير اقتصادى ومفكر ومسئول فرنسى رفيع المستوى فهو عضو مجلس الدولة وكان المستشار الخاص للرئيس الأسبق فرانسوا ميتران ومؤسس وأول رئيس للبنك الأوروبى للإنشاء التعمير في عام 1991 ورأس في عام 2008 لجنة تحرير النمو الفرنس. ويقود عتالي وشركاه مجموعة استثمارية. وهو رئيس تحرير مجلة الاكسبريس الفرنسية الأسبوعية.

## وصلات خارجية
- جاك عتالي على موقع أرشيف الشارخ.
- جاك عتالي على موقع IMDb (الإنجليزية)
- جاك عتالي على موقع مونزينجر (الألمانية)
- جاك عتالي على موقع ميوزك برينز (الإنجليزية)